# Самсонівська заводь
Самсонівська заводь — ландшафтний заказник місцевого значення. Заказник розташовується на землях покинутого села Самсонівка Білокуракинського району, Луганської області. Площа заказника становить 506 га. Охороняє витоки річки Козинки (притока річки Білої, притока Айдару, басейн Сіверського Дінця). Охоплює типовий лісостеповий ландшафт південних відрогів Середньоруської височини за участю антропогенних комплексів з багатим рослинним і тваринним світом, що потребує збереження і відновлення. В центрі заказника знаходиться штучне водоймище площею 100 га — Самсонівський став. До водоймища примикають три лісових масиви, розташовані в яружно-балкових системах: ліси Довгий, Черемховий і Дібровний, загальною площею 84 га.

## Флора

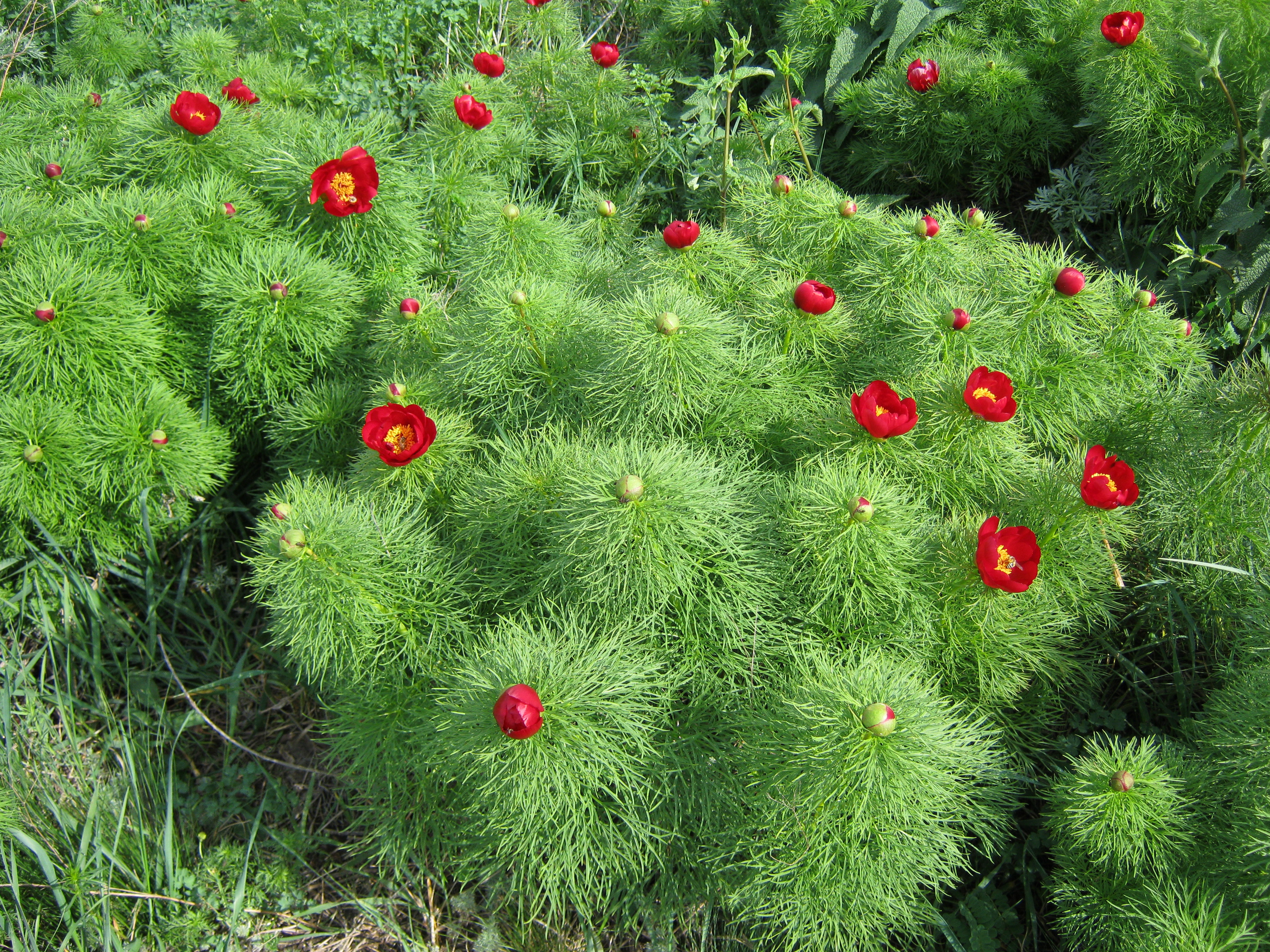
Воронці, або півонія вузьколиста (Paeonia tenuifolia)

У витоках річки представлені болотні угіддя площею 20 га з рослинністю із чагарникових верб, видів осоки, комишу та рогозу. У Дібровному і Довгому лісах головними породами є дуб звичайний і клен татарський. Черемховий ліс утворений осикою з домішкою ясену звичайного. На схилах долини річки і берегах водоймища представлені добре збережені різнотравно-типчаково-ковилові степи. На ділянках з виходами на поверхню щільної крейдо-мергельної породи утворилися петрофітні угруповання за участю ендемічного крейдяного флористичного комплексу з великою кількістю рослин, внесених до Червоної книги України. Це і гісоп крейдяний, і ковила Залеського, і громовик донський, і півонія тонколиста.

## Фауна

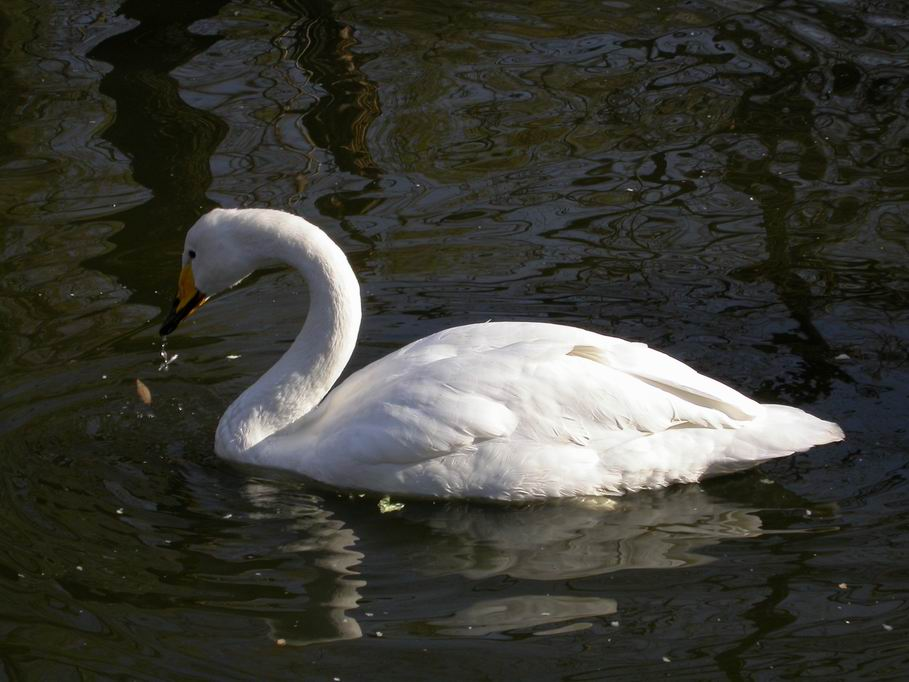
Лебідь-кликун (Cygnus cygnus).

Водно-болотяні угіддя є місцем існування різноманітної водно-болотної орнітофауни (чайок, чапель, качок, куликів, лебідя-кликуна). У байрачному лісі і на болотах зустрічається свиня дика (впольовані екземпляри до 300 кг).

## Охорона
Ландшафтний заказник був оголошений рішенням Луганської обласної Ради народних депутатів № 5/9 від 24 лютого 1995 року на площі 310 га. У 2012 році рішенням № 10/64 площу було збільшено на 198 га. Землі ландшафтного заказника розташовуються на території Лизинської сільської ради.